# 拉內梅察

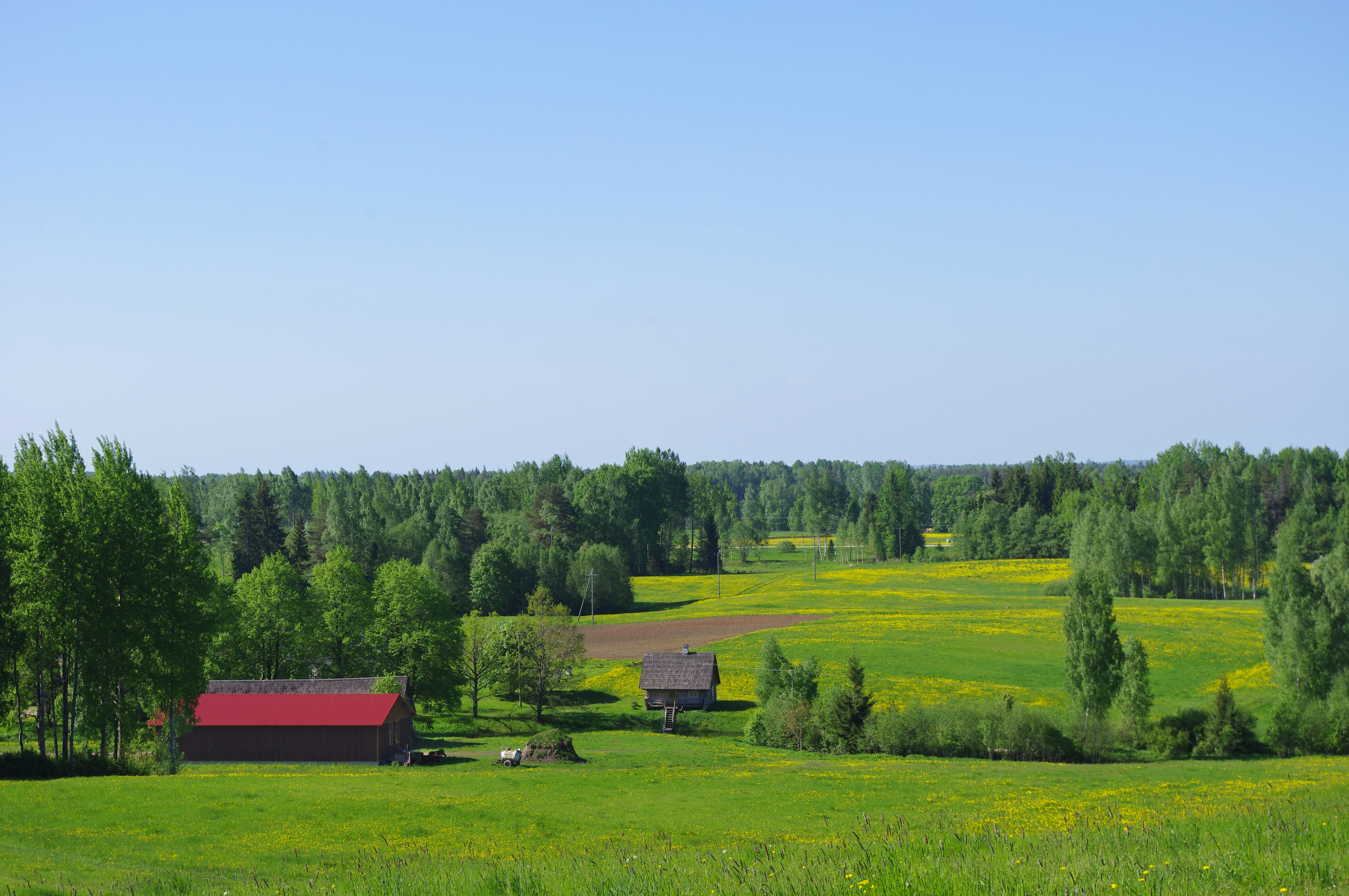

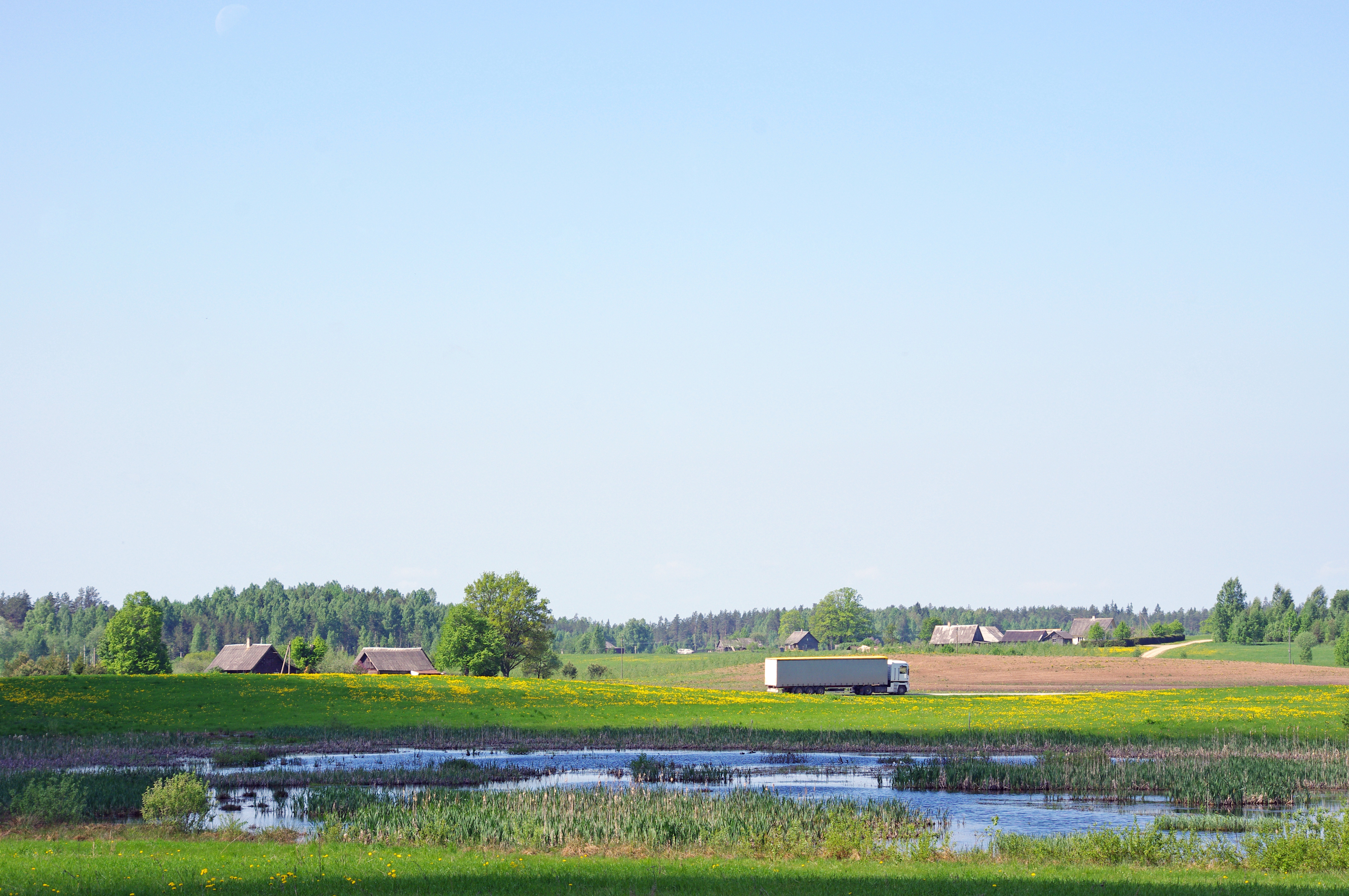

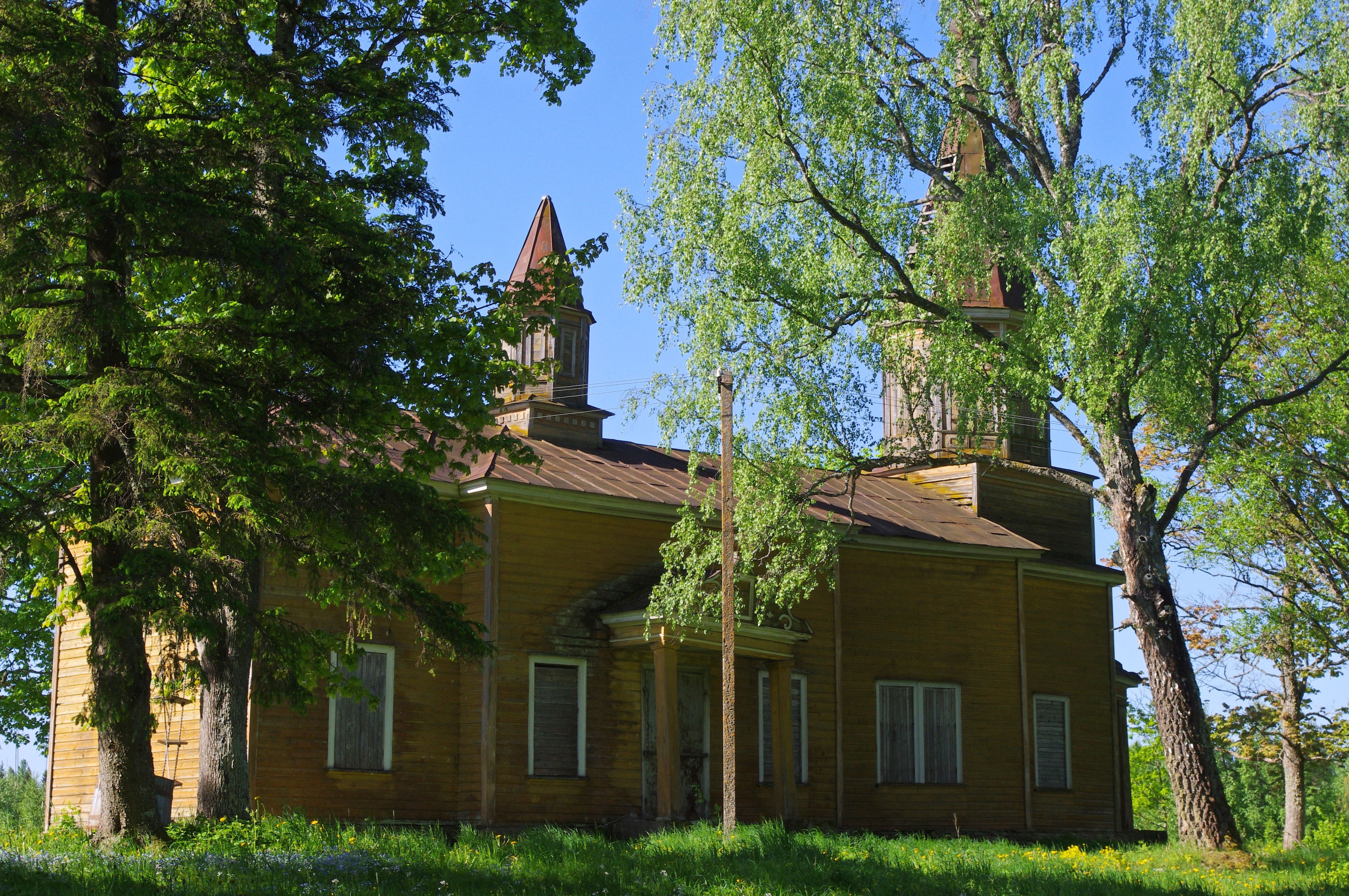

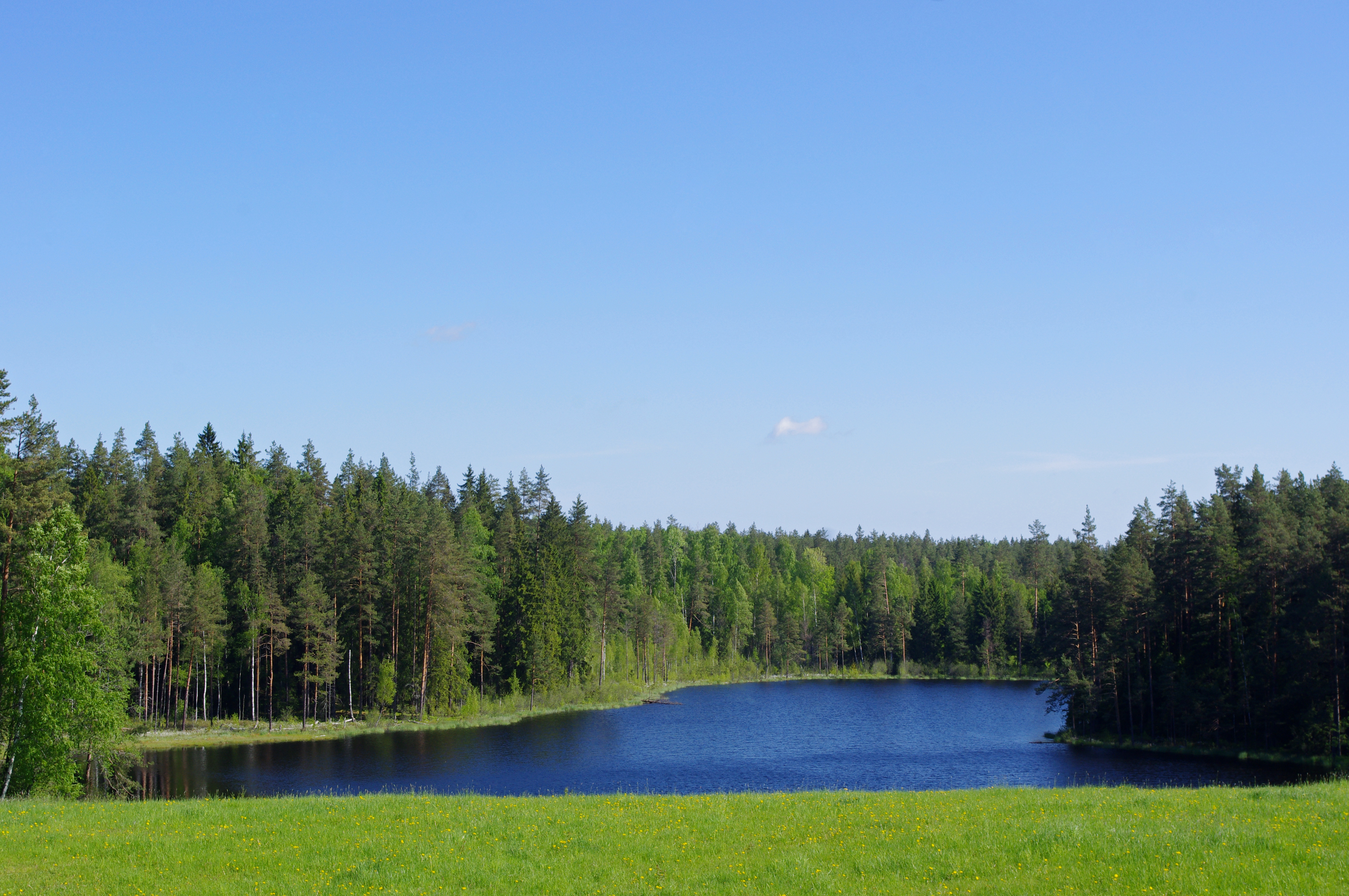

拉內梅察，是愛沙尼亞瓦爾加縣瓦尔加市镇内的村庄，位於該國南部，曾是原塔海瓦市镇的行政中心，距離首都塔林292公里，2011年該村庄人口為65。